# Mexikos Grand Prix 1970
Mexikos Grand Prix 1970 var det sista av 13 lopp ingående i formel 1-VM 1970. Detta var också det sista F1-loppet i Mexiko på 15 år.

## Resultat
1. Jacky Ickx, Ferrari, 9 poäng
2. Clay Regazzoni, Ferrari, 6
3. Denny Hulme, McLaren-Ford, 4
4. Chris Amon, March-Ford, 3
5. Jean-Pierre Beltoise, Matra, 2
6. Pedro Rodríguez, BRM, 1
7. Jackie Oliver, BRM
8. John Surtees, Surtees-Ford
9. Henri Pescarolo, Matra

### Förare som bröt loppet
- Reine Wisell, Lotus-Ford (varv 56, för få varv)
- Jack Brabham, Brabham-Ford (52, motor)
- Jackie Stewart, Tyrrell-Ford (33, upphängning)
- Peter Gethin, McLaren-Ford (27, motor)
- Rolf Stommelen, Auto Motor und Sport (Brabham-Ford) (15, bränslesystem)
- François Cévert, Tyrrell (March-Ford) (8, motor)
- Graham Hill, R R C Walker (Lotus-Ford) (4, överhettning)
- Jo Siffert, March-Ford (3, motor)
- Emerson Fittipaldi, Lotus-Ford (1, motor)